# Movimiento por la Extinción Humana Voluntaria
El Movimiento por la Extinción Humana Voluntaria (en inglés, Voluntary Human Extinction Movement) es un movimiento ambiental con sede en los Estados Unidos que hace un llamado a todas las personas a abstenerse de la reproducción para causar la extinción gradual y voluntaria de la humanidad. VHEMT apoya la extinción principalmente porque así se evitaría la degradación ambiental. El grupo declara que un descenso en la población humana reduciría una cantidad significativa de sufrimiento ocasionado por el ser humano. La extinción de especies no humanas y la escasez de recursos requeridos por los seres humanos son factores citados con frecuencia por el grupo como evidencia del daño ocasionado por la sobrepoblación humana.[cita requerida]

## Historia
El Movimiento por la Extinción Humana Voluntaria fue fundado en 1991 por Les U. Knight, un residente de Portland, Oregón, quien fue criado en una familia numerosa. Después de involucrarse en el movimiento ambiental siendo estudiante universitario en la década de los setenta, Knight atribuyó la mayoría de los peligros enfrentados por el planeta a la sobrepoblación humana. Después de llegar a esta conclusión, se unió a la organización Cero Crecimiento de la Población (Zero Population Growth), hoy en día conocida como Population Connection. También eligió hacerse la vasectomía a la edad de 25 años. Más tarde concluyó que la extinción de la humanidad sería la mejor solución a los problemas ambientales de la Tierra. Cree que esta idea también la han tenido algunas otras personas en el transcurso de la historia humana.
En 1991, Knight comenzó a publicar el boletín de noticias de VHEMT, conocido como These Exit Times (“Estos tiempos de salida”). En el boletín, pidió a los lectores no procrear para fomentar la extinción humana. VHEMT también ha publicado caricaturas, incluyendo un cómic llamado “Bonobo Baby”, protagonizando a una mujer que renuncia a la procreación a favor de la adopción de un bonobo. En 1996, Knight creó un sitio web para VHEMT; estaba disponible en once idiomas para 2010. El logotipo de VHMET presenta la letra “V” (de Voluntaria) y un planeta Tierra invertido (es decir, con el norte hacia abajo).

## Organización y promoción
VHEMT funciona como una amplia red informal más que como una organización formal, y no compila una lista de miembros. Daniel Metz de la Universidad Willamette declaró en 1995 que la lista de correos de VHEMT tenía poco menos de 400 suscriptores. Seis años más tarde, Fox News dijo que la lista tenía tan sólo 230 suscriptores. Knight dijo que cualquiera que esté de acuerdo con su ideología es un miembro del movimiento, y que esto incluye a “millones de personas”.
Knight funge como vocero de VHEMT. Atiende conferencias y eventos ambientales, donde da a conocer información sobre el crecimiento de la población. El mensaje de VHEMT, sin embargo, ha sido dado a conocer principalmente por cobertura de los medios de comunicación, más que por los eventos y su boletín informativo. VHEMT vende botones y playeras, así como también calcomanías para automóviles que leen “Thank you for not breeding” (‘Gracias por no reproducirte’).

## Ideología

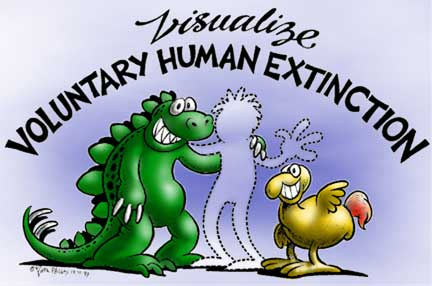
Viñeta de Nina Paley

Knight argumenta que la población humana es mucho más grande de lo que la Tierra puede soportar, y que dejar que los seres humanos se mueran gradualmente es lo mejor que se puede hacer para la biosfera terrestre. Esto se debe a su creencia de que los humanos son “incompatibles con la biosfera”, y que la existencia humana es únicamente autocomplaciente, sin beneficio ecológico alguno. Argumenta que la gran mayoría de las sociedades humanas no han vivido estilos de vidas sustentables, y que los intentos de llevar estilos de vida amigables con el medio ambiente no cambian el hecho de que la existencia humana es dañina para la Tierra. La extinción humana se promueve a razón de que prevendrá el sufrimiento humano y la extinción de otras especies; Knight señala que muchas especies están amenazadas por el alza de la población humana.
James Ormrod, un psicólogo que perfiló al grupo en el diario Psychoanalysis, Culture & Society, nota que la “creencia más fundamental” de VHEMT es que “los seres humanos deberían dejar de reproducirse”, y que algunas personas se consideran a sí mismas miembros del grupo, pero en realidad no apoyan la extinción humana. Knight, sin embargo, cree que aun si los humanos se hacen más ambientalmente amigables, aún podrían regresar a estilos de vida ambientalmente destructivos y por lo tanto deberían ser eliminados. Los habitantes de países primermundistas llevan la mayor responsabilidad del cambio, de acuerdo con Knight, ya que consumen una gran proporción de recursos.
Knight cree que las especies animales son más importantes que los logros humanos, tales como el arte. Argumenta que las especies que figuran alto en la cadena alimenticia son menos importantes que las especies que figuran más bajo, y que por consecuente los humanos no son muy valiosos para el planeta. Su ideología es extraída en parte de la ecología profunda, y en ocasiones él se refiere a la Tierra como Gaia. Nota que la extinción humana es inevitable, y que es mejor extinguirse pronto para evitar extinciones concomitantes. El potencial de evolución para otros organismos también se cita como un beneficio.
Knight también protagoniza la no reproducción como una elección altruista, caracterizándola como una manera de prevenir el sufrimiento humano involuntario. La muerte de niños por causas prevenibles se cita como un ejemplo de sufrimiento no necesario. Knight afirma que la no-reproducción eventualmente dejaría a los seres humanos llevar estilos de vida idílicos en un ambiente comparable con el Jardín del Edén, y mantiene que los últimos humanos restantes estarían orgullosos de su cometido. Otros beneficios del cese de la reproducción humana que él cita incluyen el fin del aborto, la guerra, y el hambre. La reproducción se hace ver como un tipo de abuso infantil; Knight argumenta que la calidad de la vida humana empeorará si los recursos son consumidos por una población en crecimiento en vez de ser gastadas en la resolución de problemas existentes. Especula que si las personas dejaran de reproducirse, usarían sus energías en otras ocupaciones, como la jardinería, y sugiere la adopción y la crianza provisional como salidas para las personas que desean niños. VHEMT rechaza los programas de control poblacional impuestos por gobiernos a favor de la disminución poblacional voluntaria, apoyando sólo el uso del control de natalidad y la fuerza de voluntad para prevenir los embarazos. Knight declara que las tácticas coercitivas difícilmente disminuirán el nivel de población humana permanentemente, citando el hecho de que la humanidad ha sobrevivido guerras, hambrunas y virus catastróficos. Aunque el nombre de su boletín recuerda al manual suicida Salida final, la idea del suicidio masivo es rechazada, y han adoptado el eslogan “Que vivamos largo tiempo y luego desaparezcamos” (en inglés, “May we live long and die out”). Una encuesta de miembros de VHEMT en 1995 encontró que la mayoría de ellos sentía una fuerte obligación moral de proteger la Tierra, desconfiaban de la habilidad de los procesos políticos de prevenir daños al medio ambiente, y estaban dispuestos a renunciar a algunos de sus derechos por la causa. Miembros de VHEMT que creían firmemente que la “civilización [está] destinada al colapso” eran los más probables a adoptar estas creencias. Sin embargo, VHEMT no toma postura política abierta alguna.
VHEMT promueve una ideología más extrema que Population Action International, un grupo que argumenta que la humanidad debería reducir —pero no eliminar— su población para cuidar del planeta. Sin embargo, la plataforma de VHEMT es más moderada y seria que la “Iglesia de la Eutanasia”, que advoca la disminución de la población por medio del suicidio y el canibalismo. La encuesta de 1995 encontró que el 36% se consideraban a sí mismos miembros de Earth First! (¡Primero la Tierra!, un movimiento ecologista radical) o habían donado al grupo durante los cinco años previos.

## Recibimiento
Knight declara que la ideología de su grupo va en contra del natalismo propio de la sociedad contemporánea. Él cree que esta presión ha evitado que muchas personas apoyen, o tan siquiera discutan, el tema del control de la población. Admite que es poco probable que su grupo consiga el éxito, pero contiende que el intentar reducir la población de la Tierra es la única opción moral.
El recibimiento de la idea de Knight en los principales medios ha sido variado. Escribiendo en el San Francisco Chronicle, Gregory Dicum declara que existe una “lógica innegable” en los argumentos de VHEMT, pero que duda sobre el éxito de las ideas de Knight, argumentando que muchas personas desean tener hijos y no pueden ser disuadidos. Stephen Jarvis hace eco de este escepticismo en The Independent, notando que VHEMT enfrenta gran dificultad debido al impulso reproductivo del ser humano. En The Guardian, Guy Dammann aplaude la meta del movimiento como “loable de muchas maneras”, pero argumenta que es absurdo creer que los seres humanos voluntariamente buscarán la extinción. En el mismo documento, Abby O’Reilly escribe que debido a que el tener hijos es frecuentemente visto como una medida del éxito, la meta de VHEMT es difícil de alcanzar. Knight contiende en respuesta a estos argumentos que aunque el deseo sexual es natural, el deseo humano de tener hijos es resultado de la enculturación.
La Arquidiócesis de Nueva York ha criticado la plataforma de Knight, argumentando que la existencia de la humanidad es de orden divino. Ormrod afirma que Knight “podría decirse que abandona la ecología profunda en favor de franca misantropía”. Nota que la declaración de Knight de que los últimos humanos restantes en un escenario de extinción tendrían una abundancia de recursos promueve su causa sobre la base de “beneficios resultantes para los humanos”. Ormrod ve este tipo de argumento como contra-intuitivo, argumentando que toma prestado el lenguaje de “las sociedades de consumo modernas”. Critica a Knight de lo que él ve como un fracaso en el desarrollo de una ideología consistente y sin ambigüedades. The Economist califica de “tontería malthusiana” a la afirmación de Knight de que la extinción humana voluntaria es recomendable debido a recursos limitados. El documento también declara que la compasión por el planeta no necesariamente requiere la búsqueda de la extinción humana. El sociólogo Frank Furedi también considera a VHEMT como un grupo malthusiano, clasificándolos como un tipo de organización ambiental que “[piensa] lo peor de la especie humana”. Escribiendo en Spiked, Josie Appleton argumenta que el grupo es indiferente hacia la humanidad, más que “anti-humano”.
Brian Bethune escribe en Maclean’s que la lógica de Knight es “tan absurda como lo es inexpugnable”. Sin embargo, duda de la afirmación de Knight de que los últimos sobrevivientes de la especie humana tendrían vidas placenteras, y sospecha que “una pérdida colectiva de voluntad de vivir” prevalecería. En respuesta a la plataforma de Knight, el periodista Sheldon Richman argumenta que los seres humanos son “agentes activos” y que pueden cambiar su comportamiento. El contiende que las personas son capaces de resolver los problemas que enfrenta la Tierra. Alan Weisman, autor de El mundo sin nosotros, sugiere un límite de un hijo por familia como una alternativa preferible a la abstención de la reproducción.
Katharine Mieszkowski de Salon.com recomienda que las personas sin hijos adopten los argumentos de VHEMT cuando los encaren con “preguntas de sondeo” sobre su falta de hijos. Escribiendo en el Journal for Critical Animal Studies, Carmen Dell’Aversano nota que VHEMT busca el renunciar a los hijos como un símbolo del perpetuo progreso humano. Ella caracteriza el movimiento como una forma de “política oposicional queer” (o “rara”) porque rechaza la reproducción perpetua como una forma de motivación. Argumenta que el movimiento busca llegar a una nueva definición de “orden civil”, como Lee Edelmen sugirió que debería hacerlo la teoría queer. Dell’Aversano cree que VHEMT cumple el mandato de Edelman porque encarnan la pulsión de muerte en vez de ideas que se enfocan en la reproducción del pasado.
Aunque la organización de Knight ha sido presentada en un libro llamado Kooks: A Guide to the Outer Limits of Human Belief (“Excéntricos: Una guía a los límites exteriores de la creencia humana”), el periodista de The Guardian Oliver Burkeman nota que en una conversación telefónica, Knight parece “más bien cuerdo y auto-despreciativo”. Weisman hace eco de este sentimiento, caracterizando a Knight como “pensativo, de hablar suave, articulado y bastante serio”. Los filósofos Steven Best y Douglas Kellner ven la postura de VHEMT como extrema, pero notan que el movimiento se formó en respuesta a posturas extremas encontradas en el “humanismo moderno”.

## Simpatizantes
El biólogo de poblaciones en la Universidad de Stanford Paul R. Ehrlich, patrono de la organización para la población óptima denominada Population Matters, recibió el 5 de noviembre de 2009 el premio Margalef de Ecología que entrega la Generalidad de Cataluña. Ehrlich mantiene su discurso desde que en 1968 publicó The population bomb (La explosión demográfica): "sobra gente en el planeta y quien tiene más de dos hijos debería ser visto como un peligro".